# 杜整 (长广郡公)
杜整（？—？），字皇育，京兆郡杜陵县（今陕西西安东南）人，中国西魏、北周、隋朝軍事人物，渭州刺史杜闢之子。

## 生平
其九岁为父亲守丧，悲痛骨瘦憔悴，事奉母亲以孝知名。長大后，骁勇有膂力，好读《孫子》、《吴子》兵法。西魏大統末年，嗣爵位武乡侯。宇文泰召他为亲信。後侍奉宇文護之子中山公宇文訓，受到親信厚待，担任都督。北周明帝时，担任内侍上士，累進儀同三司，拜任武州刺史。他跟随周武帝平定北齐，加位上儀同，進爵位平原县公，召为勋曹中大夫。
580年，楊堅担任丞相，杜整進位開府儀同三司。581年，隋朝建立，加位上開府，進爵長广郡公，担任左武衛将軍。在職数年，因为喪母去職。586年，突厥入侵隋朝北边，衛王楊爽統帥隋軍北伐，杜整在属下担任行軍总管兼元帥長史。到达合川，没有遭遇突厥軍而還。杜整秘密上奏平定南朝陳策略，文帝楊堅同意，任命他为行軍总管驻守襄陽。不久病亡，享年五十五岁，谥号襄。

## 子嗣
其子杜楷嗣爵；其弟杜肃在隋文帝開皇初年官至通直散騎常侍、北地郡太守。